# Persone di nome Claude
| Questa pagina contiene informazioni ricavate automaticamente dalle voci biografiche con l'ausilio del template Bio e di un bot. L'aggiornamento è periodico e automatico e ricostruisce completamente la pagina. Se manca una persona in questa lista, sei pregato di non aggiungerla, ma accertati piuttosto che la sua voce biografica contenga il template Bio e che i dati anagrafici siano correttamente compilati. Se il template Bio manca, inseriscilo tu stesso o, in alternativa, metti l'avviso {{tmp\|Bio}} che ne segnala la mancanza. Se i dati riportati sono sbagliati, correggi direttamente la voce biografica; le modifiche saranno visibili in questa lista entro pochi giorni. Per chiarimenti vedi il progetto antroponimi. La lista contiene solo le 347 persone che sono citate nell'enciclopedia e per le quali è stato implementato correttamente il template Bio. Pagina aggiornata al 6 ago 2025. |

Questa è una lista di persone presenti nell'enciclopedia che hanno il nome Claude, suddivise per attività principale.

## Abati(2)
- Claude Picot, abate francese (n. 1614 - † 1668)
- Claude Yvon, abate, teologo e enciclopedista francese (n. 1714 - † 1789)

## Allenatori di calcio(8)
- Claude Dubaële, allenatore di calcio e ex calciatore francese (Lens, n. 1940)
- Claude Le Roy, allenatore di calcio e ex calciatore francese (Bois-Normand-près-Lyre, n. 1948)
- Claude Makélélé, allenatore di calcio, dirigente sportivo e ex calciatore francese (Kinshasa, n. 1973)
- Claude Albert Mbourounot, allenatore di calcio gabonese (n. 1961)
- Claude Michel, allenatore di calcio e ex calciatore francese (Carhaix-Plouguer, n. 1971)
- Claude Puel, allenatore di calcio e ex calciatore francese (Castres, n. 1961)
- Claude Robin, allenatore di calcio, dirigente sportivo e ex calciatore francese (Saint-Julien-en-Genevois, n. 1960)
- Claude Ryf, allenatore di calcio e ex calciatore svizzero (Losanna, n. 1957)

## Allenatori di hockey su ghiaccio(2)
- Claude Devèze, allenatore di hockey su ghiaccio e ex hockeista su ghiaccio canadese (Trois-Rivières, n. 1970)
- Claude Julien, allenatore di hockey su ghiaccio e ex hockeista su ghiaccio canadese (Blind River, n. 1960)

## Allenatori di pallacanestro(1)
- Claude Bergeaud, allenatore di pallacanestro e dirigente sportivo francese (Artigat, n. 1960)

## Allenatori di pallamano(1)
- Claude Onesta, allenatore di pallamano, ex pallamanista e dirigente sportivo francese (Albi, n. 1957)

## Allenatori di sci alpino(1)
- Claude Crétier, allenatore di sci alpino e ex sciatore alpino francese (Bourg-Saint-Maurice, n. 1977)

## Ammiragli(2)
- Claude Élisée de Court de La Bruyère, ammiraglio francese (Pont-de-Vaux, n. 1666 - Gournay-sur-Marne, † 1752)
- Claude Mithon de Senneville de Genouilly, ammiraglio e nobile francese (Santo Domingo, n. 1725 - Parigi, † 1803)

## Antropologi(3)
- Nigel Davies, antropologo, storico e militare britannico (Hendon, n. 1920 - Tijuana, † 2004)
- Claude Lévi-Strauss, antropologo, etnologo e filosofo francese (Bruxelles, n. 1908 - Parigi, † 2009)
- Claude Meillassoux, antropologo francese (Roubaix, n. 1925 - Parigi, † 2005)

## Arabisti(1)
- Claude Cahen, arabista e storico francese (Parigi, n. 1909 - Savigny-sur-Orge, † 1991)

## Archeologhe(1)
- Claude Albore Livadie, archeologa francese (Avignone, n. 1947)

## Architetti(1)
- Claude Chastillon, architetto, ingegnere e topografo francese (Châlons-en-Champagne, n. 1559 - Parigi, † 1616)

## Architetti del paesaggio(1)
- Claude Mollet, architetto del paesaggio francese (n. 1564 - † 1649)

## Artigiani(1)
- Claude Langlois, artigiano francese († 1756)

## Artisti(1)
- Claude Closky, artista francese (Parigi, n. 1963)

## Astisti(1)
- Claude Allen, astista statunitense (Olean, n. 1885 - Roselle, † 1979)

## Astronauti(1)
- Claude Nicollier, astronauta svizzero (Vevey, n. 1944)

## Atleti paralimpici(1)
- Claude Issorat, ex atleta paralimpico francese (Pointe-à-Pitre, n. 1966)

## Attivisti(1)
- Claude Dominique Napias, attivista francese (Romilly-sur-Seine, n. 1813 - Parigi, † 1871)

## Attori(11)
- Claude Akins, attore statunitense (Nelson, n. 1926 - Altadena, † 1994)
- Claude Brasseur, attore francese (Neuilly-sur-Seine, n. 1936 - Parigi, † 2020)
- Claude Dauphin, attore francese (Corbeil-Essonnes, n. 1903 - Parigi, † 1978)
- Claude Faraldo, attore, regista e sceneggiatore francese (Parigi, n. 1936 - Alès, † 2008)
- Claude Gillingwater, attore statunitense (Louisiana, n. 1870 - Beverly Hills, † 1939)
- Claude Giraud, attore e doppiatore francese (Chamalières, n. 1936 - Clermont-Ferrand, † 2020)
- Claude Jarman Jr., attore statunitense (Nashville, n. 1934 - Kentfield, † 2025)
- Claude Laydu, attore belga (Etterbeek, n. 1927 - Massy, † 2011)
- Claude Payton, attore statunitense (Centerville, n. 1882 - Los Angeles, † 1955)
- Claude Rich, attore francese (Strasburgo, n. 1929 - Orgeval, † 2017)
- Jack Starrett, attore e regista statunitense (Refugio, n. 1936 - Sherman Oaks, † 1989)

## Attrici(7)
- Claudia Cardinale, attrice italiana (Tunisi, n. 1938)
- Claude Farell, attrice austriaca (Vienna, n. 1914 - Mâcon, † 2008)
- Claude France, attrice francese (Emden, n. 1893 - Parigi, † 1928)
- Claude Gensac, attrice francese (Acy-en-Multien, n. 1927 - Suresnes, † 2016)
- Claude Jade, attrice francese (Digione, n. 1948 - Boulogne-Billancourt, † 2006)
- Claude Perron, attrice francese (Nantes, n. 1966)
- Claude Sylvain, attrice francese (Neuilly-Plaisance, n. 1930 - Vaux-sur-Lunain, † 2005)

## Aviatori(1)
- Claude Eatherly, aviatore statunitense (Van Alstyne, n. 1918 - Houston, † 1978)

## Avvocati(2)
- Claude Bazin de Bezons, avvocato e funzionario francese (Parigi, n. 1617 - † 1684)
- Claude François Chauveau-Lagarde, avvocato e giurista francese (Chartres, n. 1756 - Parigi, † 1841)

## Baritoni(1)
- Claude Heater, baritono statunitense (Oakland, n. 1927 - San Francisco, † 2020)

## Bobbisti(1)
- Claude Houben, bobbista belga (n. 1926 - † 2009)

## Botanici(2)
- Claude Casimir Gillet, botanico e micologo francese (Dormans, n. 1806 - Alençon, † 1896)
- Claude Thomas Alexis Jordan, botanico francese (Lione, n. 1814 - Lione, † 1897)

## Briganti(1)
- Claude Duval, brigante francese (Domfront, n. 1643 - Tyburn, † 1670)

## Calciatori(21)
- Claude Abbes, calciatore e allenatore di calcio francese (Faugères, n. 1927 - Parigi, † 2008)
- Claude Arribas, ex calciatore francese (Le Mans, n. 1951)
- Claude Barthélemy, calciatore haitiano (Cap-Haïtien, n. 1945 - New Jersey, † 2020)
- Claude Campos, ex calciatore brasiliano (Rio de Janeiro, n. 1945)
- Claude Carrara, ex calciatore francese (Fréjus, n. 1947)
- Claude Ashton, calciatore inglese (Calcutta, n. 1901 - † 1942)
- Claude Dambury, ex calciatore francese (Cayenne, n. 1971)
- Claude Davis, ex calciatore giamaicano (Kingston, n. 1979)
- Claude Dielna, ex calciatore francese (Clichy-la-Garenne, n. 1987)
- Claude Jameson, calciatore statunitense (Missouri, n. 1886 - Los Angeles, † 1943)
- Claude Kalisa, ex calciatore ruandese (n. 1977)
- Claude Maka Kum, calciatore camerunese (Limbe, n. 1985)
- Claude Mattocks, ex calciatore maltese (Floriana, n. 1980)
- Claude Mvé, ex calciatore gabonese (Libreville, n. 1985)
- Claude Ngon Adjam, ex calciatore camerunese (n. 1980)
- Claude Papi, calciatore francese (Porto Vecchio, n. 1949 - Porto Vecchio, † 1983)
- Claude Quittet, ex calciatore francese (Mathay, n. 1941)
- Claude Reiter, ex calciatore lussemburghese (n. 1958)
- Claude Robin, calciatore francese (Les Sables-d'Olonne, n. 1941 - La Roche-sur-Yon, † 2010)
- Claude Simonet, calciatore e dirigente sportivo francese (Mortagne-au-Perche, n. 1930 - Nantes, † 2023)
- Claude Wilson, calciatore inglese (Banbury, n. 1858 - † 1881)

## Cantanti(3)
- Claude Barzotti, cantante belga (Châtelineau, n. 1953 - Court-Saint-Étienne, † 2023)
- Claude Nougaro, cantante francese (Tolosa, n. 1929 - Parigi, † 2004)
- Leon Russell, cantante, musicista e compositore statunitense (Lawton, n. 1942 - Nashville, † 2016)

## Cantautori(2)
- Claude François, cantautore, musicista e produttore discografico francese (Ismailia, n. 1939 - Parigi, † 1978)
- Claude Kiambe, cantautore della Repubblica Democratica del Congo (Kinshasa, n. 2003)

## Cardinali(1)
- Claude de la Baume, cardinale e arcivescovo cattolico francese (Franca Contea, n. 1534 - Arbois, † 1584)

## Cartografi(1)
- Claude Buffier, cartografo, storico e filosofo francese (Varsavia, n. 1661 - † 1737)

## Cestisti(15)
- Claude Constantino, cestista e allenatore di pallacanestro senegalese (Dakar, n. 1938 - Parigi, † 2019)
- Claude Desseaux, cestista francese (n. 1933 - † 2020)
- Claude English, ex cestista e allenatore di pallacanestro statunitense (Columbus, n. 1946)
- Claude Gallay, cestista francese (n. 1930)
- Claude Gasnal, ex cestista francese (Le Mans, n. 1949)
- Claude Gregory, ex cestista statunitense (Washington, n. 1958)
- Ife Holmes, cestista statunitense (Warren, n. 1905 - Fort Wayne, † 1985)
- Claude Landini, cestista e allenatore di pallacanestro svizzero (Ginevra, n. 1926 - Ginevra, † 2021)
- Claude Marc, ex cestista francese (n. 1943)
- Claude Marquis, cestista francese (Caienna, n. 1980 - Montpellier, † 2024)
- Claude Peter, cestista francese (n. 1947 - † 2022)
- Claude Riley, ex cestista statunitense (Crockett, n. 1960)
- Claude Sadio, ex cestista senegalese (Dakar, n. 1943)
- Claude Terry, ex cestista statunitense (Salida, n. 1950)
- Claude Virden, ex cestista statunitense (Akron, n. 1947)

## Chimici(1)
- Claude Louis Berthollet, chimico e scienziato francese (Talloires, n. 1748 - Arcueil, † 1822)

## Chirurghi(2)
- Claude Bourgelat, chirurgo e veterinario francese (Lione, n. 1712 - † 1779)
- Claude Couinaud, chirurgo e anatomista francese (Neuilly-sur-Seine, n. 1922 - Boulogne-Billancourt, † 2008)

## Ciclisti su strada(9)
- Claude Aigueparses, ciclista su strada francese (Saint-Mamet-la-Salvetat, n. 1949)
- Claude Chapperon, ciclista su strada francese (Chambéry, n. 1877 - Montrouge, † 1944)
- Claude Colette, ciclista su strada belga (Parigi, n. 1929 - Parigi, † 1990)
- Claude Criquielion, ciclista su strada belga (Lessines, n. 1957 - Aalst, † 2015)
- Claude Guyot, ex ciclista su strada francese (Savigny-sur-Orge, n. 1947)
- Claude Magni, ex ciclista su strada francese (Saint-Maixant, n. 1950)
- Claude Mazeaud, ciclista su strada francese (Vignols, n. 1937)
- Claude Rouer, ciclista su strada francese (Parigi, n. 1929 - Villeneuve-Saint-Georges, † 2021)
- Claude Valdois, ciclista su strada francese (Melun, n. 1935 - Mazé, † 2016)

## Climatologi(1)
- Claude Lorius, climatologo francese (Besançon, n. 1932 - Charnay-lès-Mâcon, † 2023)

## Compositori(8)
- Claude Baker, compositore statunitense (Lenoir, n. 1948)
- Claude Bolling, compositore, pianista e attore francese (Cannes, n. 1930 - Saint-Cloud, † 2020)
- Claude Foisy, compositore canadese (North Bay)
- Claude Gervaise, compositore e gambista francese (forse Parigi)
- Claude Goudimel, compositore, editore e teorico della musica francese (Besançon, n. 1514 - Lione, † 1572)
- Claude Le Jeune, compositore francese (Valenciennes - Parigi, † 1600)
- Claude Antoine Terrasse, compositore francese (L'Arbresle, n. 1867 - Parigi, † 1923)
- Claude Vivier, compositore canadese (Montréal, n. 1948 - Parigi, † 1983)

## Compositori di scacchi(1)
- Claude Goumondy, compositore di scacchi francese (Belmont, n. 1941)

## Compositrici(1)
- Claude Arrieu, compositrice francese (Parigi, n. 1903 - Parigi, † 1990)

## Crickettisti(1)
- Claude Buckenham, crickettista e calciatore inglese (Londra, n. 1876 - Dundee, † 1937)

## Danzatori(1)
- Claude Balon, danzatore e coreografo francese (Parigi, n. 1671 - Versailles, † 1744)

## Diplomatici(2)
- Claude Cheysson, diplomatico e politico francese (Parigi, n. 1920 - Parigi, † 2012)
- Claude de L'Aubespine, diplomatico francese (n. 1510 - † 1567)

## Direttori d'orchestra(1)
- Caravelli, direttore d'orchestra, compositore e arrangiatore francese (Parigi, n. 1930 - Le Cannet, † 2019)

## Direttori della fotografia(2)
- Claude Agostini, direttore della fotografia francese (Parigi, n. 1936 - Saintes, † 1995)
- Claude Renoir, direttore della fotografia francese (Parigi, n. 1913 - Troyes, † 1993)

## Disc jockey(1)
- Claude Vonstroke, disc jockey e produttore discografico statunitense (Cleveland, n. 1971)

## Drammaturghi(2)
- Eugène Bourgeois, drammaturgo francese (Morlaix, n. 1818 - Taulé, † 1847)
- Claude Guimond de La Touche, drammaturgo francese (Châteauroux, n. 1723 - † 1760)

## Economisti(1)
- Frédéric Bastiat, economista, scrittore e politico francese (Bayonne, n. 1801 - Roma, † 1850)

## Esperantisti(1)
- Claude Piron, esperantista, linguista e psicologo svizzero (Namur, n. 1931 - Gland, † 2008)

## Filosofi(2)
- Claude Guillermet de Bérigard, filosofo francese (Moulins, n. 1578 - Padova, † 1663)
- Claude Tresmontant, filosofo e teologo francese (Parigi, n. 1925 - Suresnes, † 1997)

## First lady(1)
- Claude Pompidou, first lady francese (Château-Gontier, n. 1912 - Parigi, † 2007)

## Fisici(3)
- Claude Allègre, fisico, geologo e politico francese (Parigi, n. 1937 - Parigi, † 2025)
- Claude Cohen-Tannoudji, fisico francese (Costantina, n. 1933)
- Claude Itzykson, fisico francese (Parigi, n. 1938 - Parigi, † 1995)

## Fisiologi(1)
- Claude Bernard, fisiologo francese (Villefranche-sur-Saône, n. 1813 - Parigi, † 1878)

## Flautisti(1)
- Claude Monteux, flautista e direttore d'orchestra statunitense (Brookline, n. 1920 - Sacramento, † 2013)

## Fotografi(3)
- Claude Marie Ferrier, fotografo francese (Lione, n. 1811 - Parigi, † 1889)
- Claude Nori, fotografo francese (Tolosa, n. 1949)
- Claude Picasso, fotografo, fotoreporter e direttore della fotografia francese (Boulogne-Billancourt, n. 1947 - Ginevra, † 2023)

## Fumettisti(3)
- Derib, fumettista svizzero (Vevey, n. 1944)
- Claude Marin, fumettista francese (Châtenay-Malabry, n. 1931 - Clamart, † 2001)
- Claude Moliterni, fumettista, scrittore e sceneggiatore francese (Parigi, n. 1932 - Parigi, † 2009)

## Funzionari(3)
- Claude Guéant, funzionario e politico francese (Vimy, n. 1945)
- Claude de Ramezay, funzionario francese (La Gesse, n. 1659 - Montréal, † 1724)
- Claude Érignac, prefetto francese (Mende, n. 1937 - Ajaccio, † 1998)

## Generali(16)
- Claude d'Annebault, generale francese (n. 1495 - † 1552)
- Claude Auchinleck, generale britannico (Aldershot, n. 1884 - Marrakech, † 1981)
- Claude Henri de Belgrand de Vaubois, generale e politico francese (Longchamp-lès-Clervaux, n. 1748 - Beauvais, † 1839)
- Claude François Bidal d'Asfeld, generale francese (Parigi, n. 1665 - Parigi, † 1743)
- Claude Carra Saint-Cyr, generale e diplomatico francese (Lione, n. 1760 - Vailly-sur-Aisne, † 1834)
- Claude Sylvestre Colaud, generale francese (Briançon, n. 1754 - Parigi, † 1819)
- Claude Antoine Compère, generale francese (Chalons-sur-Marne, n. 1774 - Borodino, † 1812)
- Claude Théodore Decaen, generale francese (Utrecht, n. 1811 - Metz, † 1870)
- Claude Lecomte, generale francese (Thionville, n. 1817 - Parigi, † 1871)
- Claude Lecourbe, generale francese (Besançon, n. 1759 - Belfort, † 1815)
- Claude Juste Alexandre Legrand, generale francese (Le Plessier-sur-Saint-Just, n. 1762 - Parigi, † 1815)
- Claude François de Malet, generale francese (Dole, n. 1754 - Parigi, † 1812)
- Claude Jules Isidore Manéque, generale francese (Oloron, n. 1812 - Noisseville, † 1870)
- Claude Roize, generale francese (Tolone, n. 1768 - Ollioules, † 1847)
- Claude de Thiard de Bissy, generale francese (Parigi, n. 1721 - Pierre-de-Bresse, † 1810)
- Claude Louis Hector de Villars, generale francese (Moulins, n. 1653 - Torino, † 1734)

## Gesuiti(3)
- Claudio de La Colombière, gesuita e scrittore francese (Saint-Symphorien-d'Ozon, n. 1641 - Paray-le-Monial, † 1682)
- Claude Jay, gesuita francese (Mieussy - Vienna, † 1552)
- Claude Maltret, gesuita, grecista e teologo francese (Annecy, n. 1621 - Tolosa, † 1674)

## Giocatori di football americano(3)
- Claude Gibson, ex giocatore di football americano statunitense (Spruce Pine, n. 1936)
- Claude Humphrey, giocatore di football americano statunitense (Memphis, n. 1944 - Atlanta, † 2021)
- Buddy Young, giocatore di football americano statunitense (Chicago, n. 1926 - Terrell, † 1983)

## Giornalisti(3)
- Claude Grunitzky, giornalista e imprenditore togolese (Lomé, n. 1971)
- Claude Maugé, giornalista francese (n. 1946)
- Raël, giornalista e scrittore francese (Vichy, n. 1946)

## Giuristi(3)
- Claude Bufnoir, giurista francese (Autun, n. 1832 - Parigi, † 1898)
- Claude Étienne Delvincourt, giurista francese (Parigi, n. 1762 - Parigi, † 1831)
- Claude de Ferrière, giurista francese (Parigi, n. 1639 - Reims, † 1715)

## Grammatici(1)
- Claude Favre de Vaugelas, grammatico francese (Meximieux, n. 1585 - Parigi, † 1650)

## Hockeisti su ghiaccio(5)
- Claude Chartre, ex hockeista su ghiaccio canadese (Grande-Rivière, n. 1949)
- Claude Gauthier, ex hockeista su ghiaccio canadese (Montréal, n. 1947)
- Claude Giroux, hockeista su ghiaccio canadese (Hearst, n. 1988)
- Claude Lemieux, ex hockeista su ghiaccio e dirigente sportivo canadese (Buckingham, n. 1965)
- Chuck Rayner, hockeista su ghiaccio canadese (n. 1920 - Langley, † 2002)

## Illustratori(2)
- Claude Aubriet, illustratore francese (Châlons-en-Champagne, n. 1651 - Parigi, † 1742)
- Claude Boujon, illustratore e scrittore francese (Parigi, n. 1930 - † 1995)

## Imprenditori(2)
- Claude Dauphin, imprenditore francese (Houlgate, n. 1951 - Bogotá, † 2015)
- Claude Nobs, imprenditore svizzero (Montreux, n. 1936 - Losanna, † 2013)

## Incisori(2)
- Claude Drevet, incisore francese (Loire-sur-Rhône, n. 1697 - Parigi, † 1781)
- Claude Mellan, incisore e pittore francese (Abbeville, n. 1598 - Parigi, † 1688)

## Ingegneri(4)
- Claude Berrou, ingegnere francese (Penmarch, n. 1951)
- Claude Dornier, ingegnere aeronautico tedesco (Kempten, n. 1884 - Zugo, † 1969)
- Claude Poher, ingegnere e ufologo francese (Bretagna, n. 1936)
- Claude Shannon, ingegnere e matematico statunitense (Petoskey, n. 1916 - Medford, † 2001)

## Inventori(1)
- Claude Chappe, inventore francese (Brûlon, n. 1763 - Parigi, † 1805)

## Linguisti(1)
- Claude Hagège, linguista francese (Cartagine, n. 1936)

## Liutai(1)
- Claude Lebet, liutaio svizzero (La Chaux-de-Fonds, n. 1956)

## Lottatori(1)
- Claude Holgate, lottatore statunitense (Irvington, n. 1872 - Newark, † 1937)

## Magistrati(1)
- Claude-Emmanuel Dobsen, magistrato e rivoluzionario francese (Noyon, n. 1743 - Digne-les-Bains, † 1822)

## Matematici(4)
- Claude Chevalley, matematico francese (Johannesburg, n. 1909 - Parigi, † 1984)
- Claude François Milliet Dechales, matematico francese (Chambéry, n. 1621 - Torino, † 1678)
- Claude Mydorge, matematico francese (Parigi, n. 1585 - † 1647)
- Claude Rabuel, matematico e gesuita francese (Ain, n. 1668 - Lione, † 1768)

## Medici(1)
- Claude Perrault, medico e architetto francese (Parigi, n. 1613 - Parigi, † 1688)

## Militari(11)
- Claude Alexandre de Bonneval, militare francese (Coussac-Bonneval, n. 1675 - Costantinopoli, † 1747)
- Mike Cumberlege, militare britannico (Londra, n. 1905 - † 1945)
- Claude de Chastellux, militare francese († 1453)
- Claude Choules, militare e supercentenario inglese (Pershore, n. 1901 - Perth, † 2011)
- Claude Auguste Court, militare e avventuriero francese (Saint-Cézaire-sur-Siagne, n. 1793 - Parigi, † 1880)
- Claude Maxwell MacDonald, ufficiale e diplomatico britannico (Morar, n. 1852 - Londra, † 1915)
- Claude de la Sengle, militare francese (n. 1494 - Mdina, † 1557)
- Claude Martine Wade, militare e diplomatico britannico (n. 1794 - Bath, † 1861)
- Claude Lamoral I di Ligne, militare spagnolo (Belœil, n. 1618 - Toledo, † 1679)
- Claude Lamoral II di Ligne, militare belga (n. 1685 - Castello di Belœil, † 1766)
- Claude Michel Ernest de Neuchèze, militare francese (Précy-sous-Thil, n. 1807 - Medole, † 1859)

## Mineralogisti(1)
- Claude Guillemin, mineralogista francese (Parigi, n. 1923 - Orléans, † 1994)

## Missionari(1)
- Claude Sicard, missionario e egittologo francese (Aubagne, n. 1677 - † 1726)

## Monaci cristiani(1)
- Claude Chantelou, monaco cristiano francese (Vion, n. 1617 - Saint-Germain-des-Prés, † 1664)

## Musicologi(1)
- Claude Rostand, musicologo, saggista e critico musicale francese (Parigi, n. 1912 - Villejuif, † 1970)

## Naturalisti(1)
- Claude Antoine Gaspard Riche, naturalista francese (Chamelet, n. 1762 - Mont-Dore, † 1797)

## Nobili(5)
- Claude de Beauharnais, nobile e politico francese (La Rochelle, n. 1756 - Parigi, † 1819)
- Claude Bowes-Lyon, XIV conte di Strathmore e Kinghorne, nobile britannico (Londra, n. 1855 - Glamis, † 1944)
- Claude Bowes-Lyon, XIII conte di Strathmore e Kinghorne, nobile britannico (Redbourn, n. 1824 - Bordighera, † 1904)
- Claude de La Châtre, nobile e militare francese (n. 1536 - Genoully, † 1614)
- Claude de Beauharnais, nobile francese (n. 1680 - † 1738)

## Numismatici(1)
- Claude Gros de Boze, numismatico francese (Lione, n. 1680 - Parigi, † 1753)

## Nuotatrici(1)
- Claude Mandonnaud, ex nuotatrice francese (Limoges, n. 1950)

## Organisti(1)
- Claude Balbastre, organista, clavicembalista e compositore francese (Digione, n. 1724 - Parigi, † 1799)

## Paleontologi(1)
- Claude W. Hibbard, paleontologo statunitense (Toronto, n. 1905 - Ann Arbor, † 1973)

## Pallanuotisti(2)
- Claude Greder, pallanuotista francese (Strasburgo, n. 1934 - Stosswihr, † 2005)
- Claude Haas, ex pallanuotista francese (Strasburgo, n. 1933)

## Parolieri(2)
- Claude Kelly, paroliere e compositore statunitense (New York, n. 1980)
- Claude Lemesle, paroliere francese (Parigi, n. 1945)

## Pianisti(3)
- Claude Delvincourt, pianista e compositore francese (Parigi, n. 1888 - Orbetello, † 1954)
- Claude Frank, pianista tedesco (Norimberga, n. 1925 - Manhattan, † 2014)
- Claude Thornhill, pianista, arrangiatore e direttore d'orchestra statunitense (Terre Haute, n. 1909 - New York, † 1965)

## Piloti automobilistici(1)
- Claude Ballot-Léna, pilota automobilistico francese (Parigi, n. 1936 - Garches, † 1999)

## Piloti di rally(1)
- Claude Marreau, ex pilota di rally francese (n. 1944)

## Pittori(13)
- Claude Audran detto il Giovane, pittore francese (Lione, n. 1639 - Parigi, † 1684)
- Théodore Caruelle d'Aligny, pittore francese (Saint-Aubin-des-Chaumes, n. 1798 - Lione, † 1871)
- Claude Firmin, pittore francese (Avignone, n. 1864 - Avignone, † 1944)
- Claude François, pittore francese (Amiens, n. 1614 - Parigi, † 1685)
- Claude Gillot, pittore francese (Langres, n. 1673 - Parigi, † 1722)
- Claude Guy Hallé, pittore francese (Parigi, n. 1652 - Parigi, † 1736)
- Claude Lefèbvre, pittore francese (Fontainebleau, n. 1637 - Parigi, † 1675)
- Claude Lorrain, pittore francese (Chamagne, n. 1600 - Roma, † 1682)
- Claude Thomas Stanfield Moore, pittore britannico (Nottingham, n. 1853 - † 1901)
- Claude Venard, pittore francese (Parigi, n. 1913 - Sanary-sur-Mer, † 1999)
- Claude Joseph Vernet, pittore e incisore francese (Avignone, n. 1714 - Parigi, † 1789)
- Claude Vignon, pittore, incisore e illustratore francese (Tours, n. 1593 - Parigi, † 1670)
- Claude de Jongh, pittore olandese (Utrecht, n. 1605 - Utrecht, † 1663)

## Poeti(6)
- Claude Billard, poeta e drammaturgo francese (Souvigny, n. 1550 - Courgenay, † 1618)
- Claude Esteban, poeta, saggista e critico d'arte francese (Parigi, n. 1935 - Parigi, † 2006)
- Claude Malleville, poeta francese (Parigi, n. 1597 - Parigi, † 1647)
- Claude Joseph Rouget de Lisle, poeta, compositore e militare francese (Lons-le-Saunier, n. 1760 - Choisy-le-Roi, † 1836)
- André Theuriet, poeta francese (Marly-le-Roi, n. 1833 - Bourg-la-Reine, † 1907)
- Claude de Taillemont, poeta francese (Lione, n. 1506 - † 1558)

## Politici(12)
- Claude Bartolone, politico francese (Tunisi, n. 1951)
- Claude Basire, politico francese (Digione, n. 1764 - Parigi, † 1794)
- Claude Gewerc, politico francese (Bergen, n. 1947 - Clermont, † 2024)
- Claude Goasguen, politico e avvocato francese (Tolone, n. 1945 - Issy-les-Moulineaux, † 2020)
- Claude Joseph, politico haitiano (n. 1980)
- Claude Kirk, politico statunitense (San Bernardino, n. 1926 - West Palm Beach, † 2011)
- Claude Le Blanc, politico e nobile francese (Rouen, n. 1669 - Versailles, † 1728)
- Claude Mangot de Villeran et Villarceau, politico e nobile francese (Parigi, n. 1556 - Parigi, † 1624)
- Claude Moraes, politico britannico (Aden, n. 1965)
- Claude Pepper, politico statunitense (Dudleyville, n. 1900 - Washington, † 1989)
- Henri Ract, politico francese (L'Hôpital, n. 1813 - Sainte-Hélène-du-Lac, † 1883)
- Claude Augustus Swanson, politico statunitense (n. 1862 - † 1939)

## Presbiteri(1)
- Claude Robert, presbitero e storico francese (Chesley, n. 1564 - Chalon-sur-Saône, † 1637)

## Progettisti(1)
- Claude Fior, progettista francese (Nogaro, n. 1955 - Nogaro, † 2001)

## Pubblicitari(1)
- Claude C. Hopkins, pubblicitario statunitense (n. 1866 - † 1932)

## Rapper(1)
- MC Solaar, rapper francese (Dakar, n. 1969)

## Registi(14)
- Claude Autant-Lara, regista, sceneggiatore e scenografo francese (Luzarches, n. 1901 - Antibes, † 2000)
- Claude Barras, regista svizzero (Sierre, n. 1973)
- Claude Berri, regista, sceneggiatore e attore francese (Parigi, n. 1934 - Parigi, † 2009)
- Claude Boissol, regista e sceneggiatore francese (Parigi, n. 1920 - Gourdon, † 2016)
- Claude Chabrol, regista, sceneggiatore e attore francese (Parigi, n. 1930 - Parigi, † 2010)
- Claude Jutra, regista, attore e sceneggiatore canadese (Montreal, n. 1930 - Montreal, † 1986)
- Claude de Givray, regista e sceneggiatore francese (Nizza, n. 1933)
- Claude Goretta, regista svizzero (Ginevra, n. 1929 - Ginevra, † 2019)
- Claude Lanzmann, regista, sceneggiatore e produttore cinematografico francese (Bois-Colombes, n. 1925 - Parigi, † 2018)
- Claude Lelouch, regista, sceneggiatore e produttore cinematografico francese (Parigi, n. 1937)
- Claude Miller, regista e sceneggiatore francese (Parigi, n. 1942 - Parigi, † 2012)
- Claude Pinoteau, regista, sceneggiatore e produttore cinematografico francese (Boulogne-Billancourt, n. 1925 - Neuilly-sur-Seine, † 2012)
- Claude Sautet, regista e sceneggiatore francese (Montrouge, n. 1924 - Parigi, † 2000)
- Claude Zidi, regista e sceneggiatore francese (Parigi, n. 1934)

## Religiosi(1)
- Claude Lancelot, religioso, grammatico e pedagogista francese (Parigi - Quimperlé, † 1695)

## Rivoluzionari(2)
- Claude Fauchet, rivoluzionario francese (Dornes, n. 1744 - Parigi, † 1793)
- Claude Fournier, rivoluzionario francese (Auzon, n. 1745 - Parigi, † 1825)

## Rugbisti a 15(1)
- Claude Dourthe, ex rugbista a 15 e dirigente sportivo francese (Magescq, n. 1948)

## Saggisti(1)
- Claude Bremond, saggista e semiologo francese (Saint-Ouen, n. 1929 - Bourg-la-Reine, † 2021)

## Scenografi(1)
- Claude E. Carpenter, scenografo statunitense (Glendale, n. 1904 - Seattle, † 1976)

## Schermidori(8)
- Claude Arabo, schermidore francese (Nizza, n. 1937 - Nizza, † 2013)
- Claude Bancilhon, schermidore francese (Parigi, n. 1931 - Parigi, † 2014)
- Claude de Boissière, schermidore francese (Montauban, n. 1875 - Le Havre, † 1930)
- Claude Bourquard, ex schermidore francese (Belfort, n. 1937)
- Claude Brodin, schermidore francese (Les Andelys, n. 1934 - Les Andelys, † 2014)
- Claude Marcil, ex schermidore canadese (Chibougamau, n. 1963)
- Claude Netter, schermidore francese (Parigi, n. 1924 - Neuilly-sur-Seine, † 2007)
- Claude Nigon, schermidore francese (Basilea, n. 1928 - Basilea, † 1994)

## Sciatori alpini(1)
- Claude Perrot, ex sciatore alpino francese (Moûtiers, n. 1951)

## Scrittori(13)
- Claude Aveline, scrittore e poeta francese (Parigi, n. 1901 - Parigi, † 1992)
- Claude Bourdet, scrittore, giornalista e imprenditore francese (Parigi, n. 1909 - Parigi, † 1996)
- Claude Joseph Dorat, scrittore, poeta e drammaturgo francese (Parigi, n. 1734 - Parigi, † 1780)
- Claude Farrère, scrittore francese (Lione, n. 1876 - Parigi, † 1957)
- Claude Gagnière, scrittore francese (Alès, n. 1928 - Domont, † 2003)
- Claude Mauriac, scrittore, saggista e drammaturgo francese (Parigi, n. 1914 - Parigi, † 1996)
- Claude McKay, scrittore e poeta giamaicano (parrocchia di Clarendon, n. 1889 - Chicago, † 1948)
- Claude Michelet, scrittore francese (Brive-la-Gaillarde, n. 1938 - Brive-la-Gaillarde, † 2022)
- Claude Ollier, scrittore francese (Parigi, n. 1922 - Le Port-Marly, † 2014)
- Claude Paradin, scrittore e storico francese (Cuiseaux, n. 1512 - Beaujeu, † 1573)
- Claude Ponti, scrittore e illustratore francese (Lunéville, n. 1948)
- Claude Seignolle, scrittore francese (Périgueux, n. 1917 - Versailles, † 2018)
- Claude Simon, scrittore francese (Antananarivo, n. 1913 - Parigi, † 2005)

## Scultori(4)
- Claude Adam, scultore francese
- Claude Bertin, scultore francese (n. 1653 - † 1705)
- Claude Michel, scultore francese (Nancy, n. 1738 - Parigi, † 1814)
- Claude Poussin, scultore francese (Parigi - Parigi, † 1661)

## Stilisti(1)
- Claude Montana, stilista francese (Parigi, n. 1947 - Parigi, † 2024)

## Storiche(1)
- Claude Mossé, storica e scrittrice francese (Parigi, n. 1924 - Draveil, † 2022)

## Storici(5)
- Claude Fauchet, storico francese (Parigi, n. 1530 - Parigi, † 1602)
- Claude Fleury, storico, religioso e avvocato francese (Parigi, n. 1640 - Parigi, † 1723)
- Claude Halstead Van Tyne, storico statunitense (Tecumseh, n. 1869 - Ann Arbor, † 1930)
- Claude Montefiore, storico e teologo britannico (Londra, n. 1858 - Londra, † 1938)
- Claude Muller, storico francese (8 ottobre)

## Tastieristi(1)
- Claude Schnell, tastierista statunitense (Brooklyn, n. 1958)

## Teologi(3)
- Claude Amèline, teologo francese (Parigi, n. 1635 - † 1708)
- Claude Frassen, teologo e filosofo francese (Péronne, n. 1620 - † 1711)
- Claude Mondésert, teologo francese (Gleizé, n. 1906 - Lione, † 1990)

## Tipografi(2)
- Claude Garamond, tipografo francese (Parigi, n. 1480 - Parigi, † 1561)
- Claude Nourry, tipografo francese (Lione - † 1533)

## Umanisti(1)
- Claudio Cantiuncula, umanista francese (Metz - Basilea)

## Velocisti(1)
- Claude Piquemal, ex velocista francese (Siguer, n. 1939)

## Vescovi cattolici(5)
- Claude Petit-Benoît de Chaffoy, vescovo cattolico francese (Besançon, n. 1752 - Nîmes, † 1837)
- Claude Dagens, vescovo cattolico francese (Caudéran, n. 1940)
- Claude de Longwy de Givry, vescovo cattolico e cardinale francese (Franca Contea, n. 1481 - Mussy-sur-Seine, † 1561)
- Claude de Sainctes, vescovo cattolico francese (Crèvecœur-en-Auge, † 1591)
- Claude Simon, vescovo cattolico francese (Semur-en-Auxois, n. 1744 - Grenoble, † 1825)

## Wrestler(2)
- Claude Giroux, wrestler canadese (Saint-Jean-sur-Richelieu, n. 1956)
- Thunderbolt Patterson, ex wrestler statunitense (Waterloo, n. 1941)

## Senza attività specificata(5)
- Claude Bessy, ex ballerina e direttrice artistica francese (Parigi, n. 1932)
- Claude Clerselier, francese (Parigi, n. 1614 - Parigi, † 1684)
- Claude de Vin des Œillets, francese (Provenza - Parigi, † 1687)
- Claude de Rouvroy de Saint-Simon, duca (n. 1607 - Parigi, † 1693)
- Claude de Vulpian, ex ballerina francese (n. 1952)